# Edward A. O’Neal

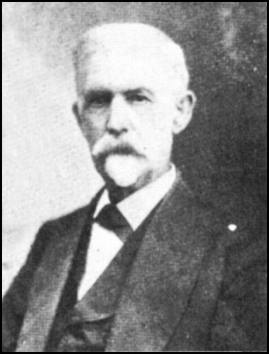
Edward A. O’Neal

Edward Asbury O’Neal (* 20. September 1818 im Madison County, Alabama; † 7. November 1890 in Florence, Alabama) war ein US-amerikanischer Politiker (Demokratische Partei) und der 26. Gouverneur von Alabama.

## Frühe Jahre und politischer Aufstieg
O’Neal wurde 1818 im Alabama-Territorium geboren. Er besuchte die Green Academy und graduierte 1836 am LaGrange College. Danach studierte er Jura in Huntsville, wurde 1840 als Anwalt zugelassen und eröffnete dann eine Anwaltspraxis in Florence. Man wählte ihn 1841 zum Solicitor des 4. Gerichtsbezirks, eine Tätigkeit, die er ein Jahr ausübte. O’Neal, der ein Befürworter der Sezessionsbewegung war, trat am 4. Juni 1861 in die Konföderiertenarmee mit dem Dienstgrad eines Captains ein. Er wurde zum Major, Lieutenant Colonel, Colonel befördert und verließ am Ende des Kriegs die Armee im Dienstgrad eines Brigadegenerals.
Er kehrte nach Florence zurück und widmete sich seiner juristischen Karriere. O’Neal beschloss 1875 eine politische Karriere einschlagen, indem er als Delegierter in Alabamas Verfassungskonvent gewählt wurde und hatte den Vorsitz im Bildungsausschuss (Committee on Education).

## Gouverneur von Alabama
O’Neal wurde am 7. August 1882 zum 26. Gouverneur von Alabama gewählt und am 1. Dezember 1882 in seinem Amt vereidigt. Ferner wurde er am 4. August 1884 für eine zweite Amtszeit gewählt. Während seiner zwei Amtszeiten konzentrierte sich O’Neal auf die Senkung der Steuern, die Gefängnisreform und die Förderung des Bildungswesen. Ein Board of Convict Inspectors wurde geschaffen, ein State Board of Agriculture gegründet, Fördermittel für öffentliche Schulen aufgestockt und der Kongress bewilligte weiteres Land für die University of Alabama. O’Neals Amtszeit wurde durch die Offenlegung getrübt, dass der Schatzmeister seines Vorgängers Staatsgelder veruntreut hatte. Als Folge daraus etablierte O’Neal das Amt des Buchprüfers (Office of Examiner of Accounts) und begann eine gewichtige Kampagne zu Rechenlegungspflicht der Steuereintreiber zu führen.
O’Neal verließ sein Amt am 1. Dezember 1886 und kehrte nach Florence zurück, wo er am 7. November 1890 verstarb. Er war mit Olivia Moore verheiratet und hatte mit ihr sieben gemeinsame Kinder. Eins der Kinder war Alabamas Gouverneur Emmet O’Neal, der zwischen 1911 und 1915 im Amt war.